# Konstantin Gutberlet

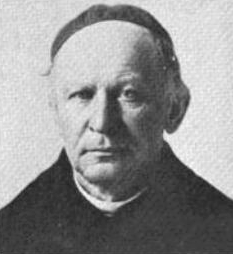
Konstantin Gutberlet

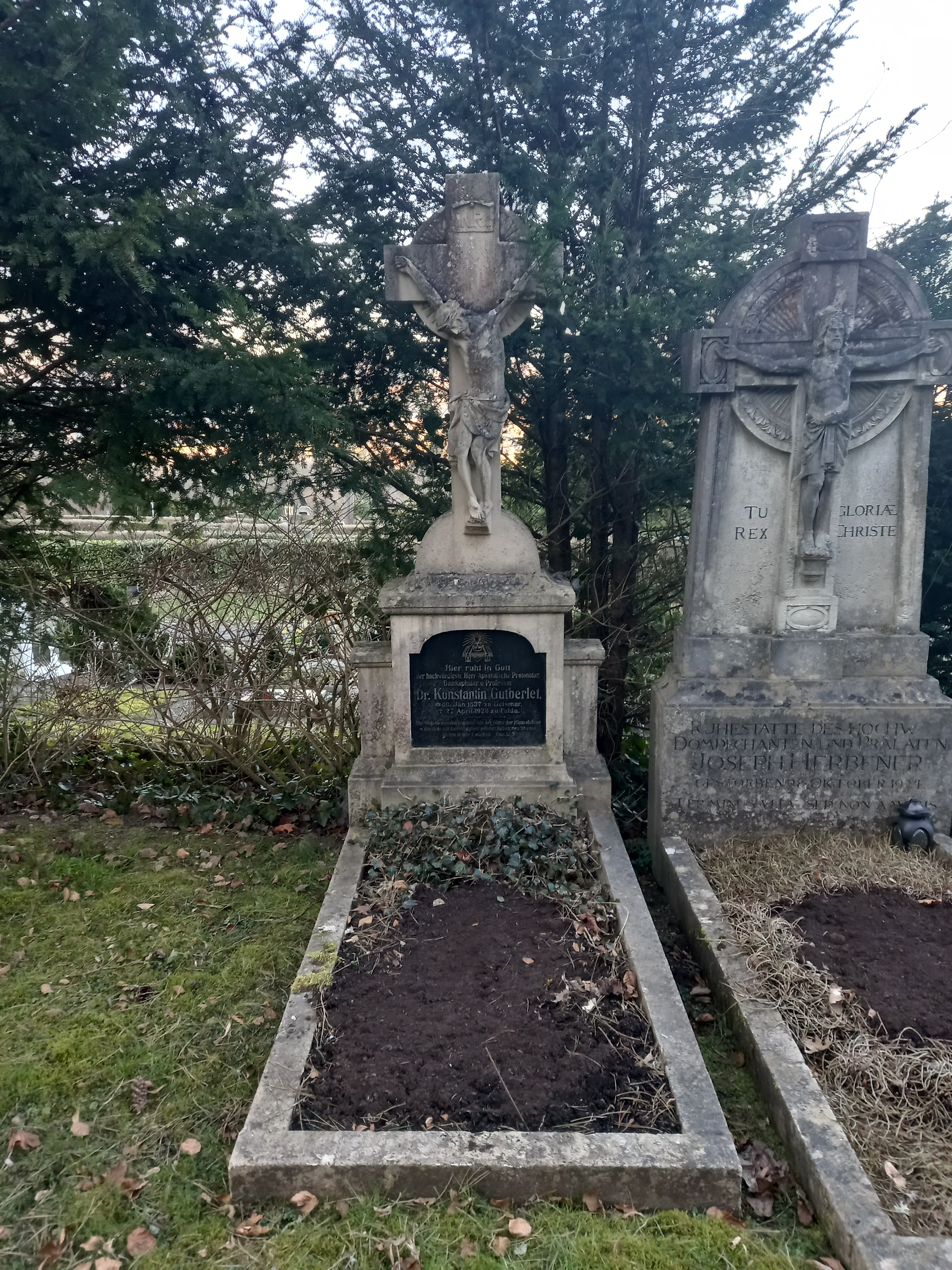
Grab auf dem Friedhof Frauenberg

Konstantin Gutberlet, auch Constantin, (* 10. Januar 1837 in Geismar; † 27. April 1928 in Fulda) war ein deutscher römisch-katholischer Priester, Philosoph und Theologe.

## Leben
Nach dem Besuch des Fuldaer Gymnasiums studierte er von 1856 bis 1862 Philosophie und Theologie am Collegium Germanicum in Rom. 1861 wurde er zum Priester geweiht. Nach der Promotion zum Dr. theol. lehrte er am Priesterseminar Fulda. Dieses wurde im Kulturkampf 1874 aufgehoben. Die Fuldaer Priesteramtsanwärter zogen ins Fuldaneum in Würzburg, ein Haus ohne eigenen Lehrbetrieb, das Gutberlet als Regens leitete.
In dieser Zeit verfasste er zahlreiche Werke, darunter ein sechsbändiges Lehrbuch der Philosophie. Zentrum seines Denkens war der Versuch, Formen der modernen Mathematik auf die Gotteserkenntnis zu beziehen. Dabei inspirierte ihn der freundschaftliche Austausch mit Georg Cantor.
1886 wurde das Priesterseminar Fulda wiedereröffnet und Gutberlet übernahm dort eine Professur für Dogmatik, Philosophie und Apologetik, die er bis 1924 innehatte.
1900 wurde Gutberlet Domkapitular in Fulda. Er erhielt nacheinander verschiedene päpstliche Ehrentitel; zuletzt wurde er 1907 Apostolischer Protonotar. 1909 verlieh ihm die Katholische Universität Löwen den Dr. phil. h. c.

## Sonstiges
Gutberlet ist Namensgeber einer Grundschule in seinem Geburtsort Geisa-Geismar in Thüringen.

## Schriften (Auswahl)
- Lehrbuch der Philosophie, Theissing Buchhandlung Münster 1878–85 (in Frakturschrift, Halblederbände).
  - Band 1: Die Theodicee, 1878 (218 Seiten), 1896 (279 Seiten, 3. vermehrte Auflg.), 1909 (317 Seiten, 4. verm. Aufl.).
  - Band 2: Allgemeine Metaphysik, 1880 (226 Seiten), 1896 (229 Seiten, 3. vermehrte Auflg.), 1906 (328 Seiten, 4. verm. u. verb. Aufl.).
  - Band 3: Die Psychologie, 1881 (226 Seiten), 1896 (357 Seiten, 3. vermehrte Auflg.), 1904 (383 Seiten, 4. verm. u. verb. Aufl.).
  - Band 4:  Logik und Erkenntnistheorie, 1882 (262 Seiten), 1898 (314 Seiten, 3. vermehrte Auflage), 1898 (357 Seiten, 3. verm. und verb. Aufl.).
  - Band 5: Ethik und Naturrecht, 1893 (214 Seiten, 2. verm. und verb. Aufl.), 1901 (3. verm. u. verb Auflage;. 222 Seiten).
  - Band 6: Naturphilosophie, 1884 (176 Seiten), 1913 (344 Seiten, 4. sehr verm. u. verb. Aufl.).
- Das Unendliche, mathematisch und metaphysisch betrachtet. Mainz 1878.
- Die neue Raumtheorie.  Mainz 1882.
- Der Spiritismus. Köln 1882, OCLC 1283713093.
- Der mechanistische Monismus. Eine Kritik der modernen Weltanschauung. Paderborn 1893.
- Der Mensch, Sein Ursprung und seine Entwicklung, Paderborn 1896.
- Der Kampf um die Seele, 2 Bände, Mainz 1899. 1903 (2. Auflage). digitale-bibliothek-mv.de
- Lehrbuch der Apologetik, Theissing’sche Buchhandlung Münster i. W. (gebundene Ausgabe, in Frakturschrift)
  - Bd. I: Von der Religion überhaupt, 1903.
  - Bd. II: Von der geoffenbarten Religion, 1904 (532 Seiten) 1922 (4., verb. Aufl., 489 Seiten).
- Die Willensfreiheit und ihre Gegner. Fulda 1907 (458 Seiten; 2. sehr vermehrte Auflage), OCLC 717568707.
- Der Gottmensch Jesus Christus. Eine Begründung und Apologie der kirchlichen Christologie. 1913, OCLC 22887349.
- Die Gottesmutter. 1917, OCLC 34467338.
- Das heilige Sakrament des Altares.  1919, OCLC 246092548.